# Espérance Trébuchet
Espérance Trébuchet är en ort i Mauritius.   Den ligger i distriktet Rivière du Rempart, i den nordvästra delen av landet, 18 km nordost om huvudstaden Port Louis. Espérance Trébuchet ligger 66 meter över havet och antalet invånare är 2 323. Den ligger på ön Mauritius.
Terrängen runt Espérance Trébuchet är lite kuperad. Runt Espérance Trébuchet är det tätbefolkat, med 411 invånare per kvadratkilometer. Närmaste större samhälle är Port Louis, 18,1 km sydväst om Espérance Trébuchet. Trakten runt Espérance Trébuchet består till största delen av jordbruksmark.